# Headhunter: Redemption
Headhunter: Redemption is een computerspel ontwikkeld door het Zweedse computerspelbedrijf Amuze. Het vervolg op de third-person shooter Headhunter werd door Sega uitgebracht op 26 augustus 2004.

## Verhaal
In de 21e eeuw zorgt een virus voor de dood van miljoenen mensen. Er wordt een vaccin tegen het virus gecreëerd, maar de wereld is in de laatste jaren in twee delen verdeeld: Above en Below. Headhunter-veteraan Jack Wade krijgt het verzoek om een inbraak te onderzoeken. De vrouwelijke inbreker krijgt echter nog een tweede kans. Samen met Wade neemt ze het op tegen Below.

## Ontvangst
| Recensiescore       | Recensiescore                              |
| Recensieverzamelaar | Score                                      |
| ------------------- | ------------------------------------------ |
| GameRankings        | PlayStation 2: 65,52% Xbox: 62,73%         |
| Metacritic          | PlayStation 2: 62 uit 100 Xbox: 59 uit 100 |
| Publicist           | Score                                      |
| 1UP.com             | Xbox: D+                                   |
| Eurogamer           | Xbox: 5/10                                 |
| GameSpot            | PlayStation 2: 6,1 Xbox: 6,1               |
| IGN                 | PlayStation 2: 7                           |

Het spel werd minder goed ontvangen dan de voorloper. De website GameRankings geeft een score van 65,52 procent aan voor de PlayStation 2-versie. De Xbox-versie draagt een vergelijkbare score van 62,73 procent. De scores op Metacritic zijn vergelijkbaar met die van GameRankings: de versie voor de PlayStation 2 heeft daar een score van 62 uit 100 punten. De Xbox-versie 59 uit 100 punten.
Op de website 1UP verscheen op 10 november 2004 een recensie van de Xbox-versie. Headhunter: Redemption werd beoordeeld als plat en inspiratieloos. Het spel kreeg een D+-beoordeling.
Tom Bramwell van Eurogamer noemde het spel niet een van de slechte third-person shooters, maar er waren volgens hem betere spellen uitgekomen rond die tijd. Hij was wel positief over het uiterlijk van het spel. Hierdoor kwam de beoordeling uit op een 5.
Resecent Alex Navarro schreef voor GameSpot een recensie voor beide versies, allebei mochten ze een score van 6,1 in ontvangst nemen. Hij noemde het spel niet zo vernieuwend voor de tijd waarin het uitkwam. Ook was hij negatief over de personen die de stemmen inspraken.
Voor IGN schreef Ivan Sulic een recensie voor de PlayStation 2-versie. Hij was over het algemeen niet positief over het spel, vooral de cameraproblemen gaven de doorslag. Hij gaf het spel daarom een score van 7.